# Hazel Hotchkiss Wightman
Hazel Virginia Hotchkiss, posteriorment Hazel Hotchkiss Wightman o senzillament Hazel Wightman, CBE (Healdsburg, Estats Units, 20 de desembre de 1886 − Newton, Massachusetts, 4 de desembre de 1974) fou una tennista estatunidenca, guanyadora de dues medalles olímpiques i de 17 títols de Grand Slam, tots de l'Obert dels Estats Units excepte un a Wimbledon. Fou fundadora de la Wightman Cup, competició anual disputada entre tennistes estatunidenques i britàniques.

## Biografia
Hazel Virginia Hotchkiss va néixer el 20 de desembre de 1886 a Healdsburg, població situada a l'estat de Califòrnia, filla de William Joseph i Lucretia Hotchkiss. Va esdevenir membre de la sororitat Kappa Kappa Gamma a la Universitat de Berkeley. El febrer de 1912, amb 25 anys, es casà amb George William Wightman a Boston, del qual adoptà el seu cognom. El matrimoni va tenir cinc fills. L'any 1973 fou nomenada Comendadora de l'Imperi Britànic per part de la reina Elisabet II del Regne Unit. Va morir el 5 de desembre de 1974 a la seva residència de Chesnut Hill, població situada a l'estat de Massachusetts.

## Carrera esportiva
Hazel Wightman dominà el tennis femení abans de la Primera Guerra Mundial, tant a nivell individual, com de dobles i dobles mixts. Aconseguí un total de 45 títols estatunidencs, el darrer aconseguit a l'edat de 68 anys. El 1909 aconseguí la seva primera victòria individual a l'Open dels Estats Units de tennis, un títol que repetí els anys 1910, 1911 i 1919; així com la primera victòria en la competició de dobles, aconseguint el títol posteriorment els anys 1910, 1911, 1915, 1924 i 1928; i també la victòria en la competició de dobles mixts, un títol que repetí els anys 1910, 1911, 1915, 1918 i 1920. En total 16 títols de l'Open dels Estats Units, i destaquen el trienni entre 1909 i 1911, on aconseguí el títol en les tres categories durant tres anys consecutius.
Va rebre el sobrenom de "Queen Mother of American Tennis" o "Lady Tennis" per la seva llarga trajectòria dedicada a la promoció del tennis femení. Mostra d'això fou l'organització amb el seu marit del "Ladies International Tennis Challenge" que enfrontava els equips britànics i estatunidencs de tennis femení, que posteriorment fou conegut com a Copa Wightman. Aquesta competició va existir entre els anys 1923 i 1989, i ella hi va participar en cinc edicions com a tennista i llavors molts més com a capitana de l'equip estatunidenc.
L'any 1924 aconseguí la seva única victòria en el Torneig de Wimbledon, concretament en la competició de dobles.
Participà, als 37 anys, en els Jocs Olímpics d'Estiu de 1924 realitzats a París (França), on va aconseguir guanyar la medalla d'or en la competició de dobles, fent parella amb Helen Wills, i en la competició de dobles mixts, fent parella amb Richard Norris.
L'any 1957 fou inclosa en el Saló de la Fama Internacional del Tennis i en el 1973 va ser condecorada com a Comandant de l'Orde de l'Imperi Britànic per la reina Elisabet II.

## Torneigs de Grand Slam

### Individual: 5 (4−1)
| Resultat   | Núm. | Any  | Campionat                       | Oponent a la final  | Marcador       |
| ---------- | ---- | ---- | ------------------------------- | ------------------- | -------------- |
| Guanyadora | 1.   | 1909 | U.S. National Championships     | Maud Barger Wallach | 6−0, 6−1       |
| Guanyadora | 2.   | 1910 | U.S. National Championships (2) | Louise Hammond      | 6−4, 6−2       |
| Guanyadora | 3.   | 1911 | U.S. National Championships (3) | Florence Sutton     | 8−10, 6−1, 9−7 |
| Finalista  | 1.   | 1915 | U.S. National Championships     | Molla Bjurstedt     | 6−4, 2−6, 0−6  |
| Guanyadora | 4.   | 1919 | U.S. National Championships (4) | Marion Zinderstein  | 6−1, 6−2       |

### Dobles: 9 (7−2)
| Resultat   | Núm. | Any  | Campionat                       | Parella        | Oponents a la final             | Marcador      |
| ---------- | ---- | ---- | ------------------------------- | -------------- | ------------------------------- | ------------- |
| Guanyadora | 1.   | 1909 | U.S. National Championships     | Edith Rotch    | Dorothy Green Louise Moyes      | 6−1, 6−1      |
| Guanyadora | 2.   | 1910 | U.S. National Championships (2) | Edith Rotch    | Adelaide Browning Edna Wildey   | 6−4, 6−4      |
| Guanyadora | 3.   | 1911 | U.S. National Championships (3) | Eleonora Sears | Dorothy Green Florence Sutton   | 6−4, 4−6, 6−2 |
| Guanyadora | 4.   | 1915 | U.S. National Championships (4) | Eleonora Sears | Helen McLean Augusta Bradley    | 10−8, 6−2     |
| Finalista  | 1.   | 1919 | U.S. National Championships     | Eleonora Sears | Marion Zinderstein Eleanor Goss | 8−10, 7−9     |
| Finalista  | 2.   | 1923 | U.S. National Championships (2) | Eleanor Goss   | Kitty McKane Phyllis Howkins    | 6−2, 2−6, 1−6 |
| Guanyadora | 5.   | 1924 | Wimbledon                       | Helen Wills    | Phyllis Howkins Kitty McKane    | 6−4, 6−4      |
| Guanyadora | 6.   | 1924 | U.S. National Championships (5) | Helen Wills    | Eleanor Goss Marion Zinderstein | 6−4, 6−3      |
| Guanyadora | 7.   | 1928 | U.S. National Championships (6) | Helen Wills    | Edith Cross Anna McCune Harper  | 6−2, 6−2      |

### Dobles mixts: 8 (6−2)
| Resultat   | Núm. | Any  | Campionat                       | Parella            | Oponents a la final            | Marcador      |
| ---------- | ---- | ---- | ------------------------------- | ------------------ | ------------------------------ | ------------- |
| Guanyadora | 1.   | 1909 | U.S. National Championships     | Wallace F. Johnson | Louise Hammond Raymond Little  | 6−2, 6−0      |
| Guanyadora | 2.   | 1910 | U.S. National Championships (2) | Joseph Carpenter   | Edna Wildey Morris Tilden      | 6−2, 6−2      |
| Guanyadora | 3.   | 1911 | U.S. National Championships (3) | Wallace F. Johnson | Edna Wildey Morris Tilden      | 6−4, 6−4      |
| Guanyadora | 4.   | 1915 | U.S. National Championships (4) | Harry Johnson      | Molla Bjurstedt Irving Wright  | 6−0, 6−1      |
| Guanyadora | 5.   | 1918 | U.S. National Championships (5) | Irving Wright      | Molla Bjurstedt Fred Alexander | 6−2, 6−3      |
| Guanyadora | 6.   | 1920 | U.S. National Championships (6) | Wallace F. Johnson | Molla Bjurstedt Craig Biddle   | 6−2, 6−3      |
| Finalista  | 1.   | 1926 | U.S. National Championships     | René Lacoste       | Elizabeth Ryan Jean Borotra    | 4−6, 5−7      |
| Finalista  | 2.   | 1927 | U.S. National Championships (2) | René Lacoste       | Eileen Bennett Henri Cochet    | 2−6, 0−6, 3−6 |

## Jocs Olímpics

### Dobles
| Any  | Campionat                                    | Parella     | Oponents                     | Resultat |
| ---- | -------------------------------------------- | ----------- | ---------------------------- | -------- |
| 1924 | Jocs Olímpics d'estiu de 1924, París, França | Helen Wills | Phyllis Howkins Kitty McKane | 7−5, 8−6 |

### Dobles mixts
| Any  | Campionat                                    | Parella        | Oponents                            | Resultat |
| ---- | -------------------------------------------- | -------------- | ----------------------------------- | -------- |
| 1924 | Jocs Olímpics d'estiu de 1924, París, França | Richard Norris | Marion Zinderstein Vincent Richards | 6−2, 6−3 |